# Moj boj
Moj boj (nemško Mein Kampf) je pragmatična knjiga, ki jo leta 1923, med prestajanjem zaporne kazni v landesberški trdnjavi, napisal Adolf Hitler. Delo je kasneje postalo evangelij in programska smernica nacionalsocialistične politične stranke. V knjigi je Hitler napovedal, da bo najpomembnejši cilj »nemškega naroda gospodarjev« doseči nov življenjski prostor, ki si ga bo treba izboriti na vzhodu, pri čemer je Hitler mislil na Rusijo oziroma Sovjetsko zvezo (kasneje so pri uresničevanju te smernice oživili staro geslo Prodor na vzhod, saj naj bi zlasti v Ukrajini, evropski žitnici, ustvarili prostor za arijsko raso).
Moj boj, je knjiga Adolfa Hitlerja. Združuje elemente avtobiografije s priročnikom njegove politične ideologije. Prvi del knjige je bil objavljen leta 1925, drugi del pa leta 1926. 
Hitler je prvotno želel poimenovati svoje prihajajoče knjige Viereinhalb Jahre (des Kampfes) gegen Lüge, Dummheit und Feigheit, ali  slovensko Štiri leta in pol (boja) proti laži, neumnosti in strahopetnosti. Max Amann, vodja Franz Eher Verlaga, založnika Hitlerja, sta predlagale, veliko krajši naslov »Mein Kampf«, ki ga pogosto prevajajo kot »Moj boj«, »Moj izziv«, »Moja kampanja« ali »Moja borba«.
Hitler je začel narek knjige, medtem ko je bil po njegovem mnenju v zaporu zaradi »političnih kaznivih dejanj«, po neuspeli revoluciji v Münchnu v novembru 1923. Čeprav je že kar hitro sprejel številne obiskovalce v zaporu, je kmalu večino časa začel posvečati knjigi. Ko je napredoval s pripravo knjige, se je Hitler zavedal, da bi morala biti knjiga v dveh delih, pri čemer je bil prvi del izdan že v začetku leta 1925. Guverner zapora Landsberg je posebej opozarjal, da »je on [Hitler] nameraval knjigo prodajati v več izdajah, kar bi mu omogočilo izpolnitev svojih finančnih obveznosti za kritje stroškov, ki nastanejo v času njegovega sojenja.« Ko je bil izpuščen iz zapora 20. decembra, 1924, se je Hitler preselil nazaj v slikovito gorsko klimo v okraj Obersalzberg. 
Medtem ko je bil na oblasti (1933-1945), je knjiga Mein Kampf bila izdana v treh izdajah. Prva, »ljudska izdaja« (Volksausgabe), je imela originalen ščitni ovitek, mornarsko modre barve z zlatim orlom in svastiko reliefno upodobljeno na naslovnici. »Poročna izdaja« (Hochzeitsausgabe), je bila z reliefnim pečatom pokrajine z zlatim pergamentom. Namenjena je bila mladoporočencem ob porokah kot darilo. Leta 1940 je bil izdana »Tornister-Ausgabe« izdaja. To je bila kompaktna a neskrajšana verzija, z rdečo naslovnico in je bila izdana s strani Pošte z namenom pošiljanja svojim ljubljenim osebam v boju na fronti, kjer so jo lahko prebirali. Vse tri izdaje so združile obe knjigi v eno. 
Posebna izdaja je bila objavljena leta 1939 v čast Hitlerjevega 50. rojstnega dne. Ta izdaja je bila znana kot »jubilejna izdaja« (Jubiläumsausgabe), oz. Izdaja ob obletnici. Prav tako je bila izdana v kombinaciji temno modre in rdeče barve z zlatim mečem na naslovnici. Tudi ta izdaja je vsebovali oba dela knjige. Ta izdaja je bila znana kot ekskluzivna izdaja, ki je bila nekoliko manjša in v večjem število kot ljudska izdaja. 
Knjigo je bilo možno kupiti tudi v dveh delih, ki je bila v času Hitlerjevega vladanja na voljo z mehkimi ali trdimi platnicami. Verzija z mehkmi platnicami je vsebovala originalno naslovno stran s Hitlerjevo sliko. Trda izdaja je imela usnjen spenjalni del knjige z bombažno naslovnico. Na naslovnici so bili upodobljeni tri rjavi listi drevesa hrasta. 